# Metenggeng
Metenggeng is een bestuurslaag in het regentschap Purbalingga van de provincie Midden-Java, Indonesië. Metenggeng telt 3990 inwoners (volkstelling 2010).